# Dwie sieroty (dramat)

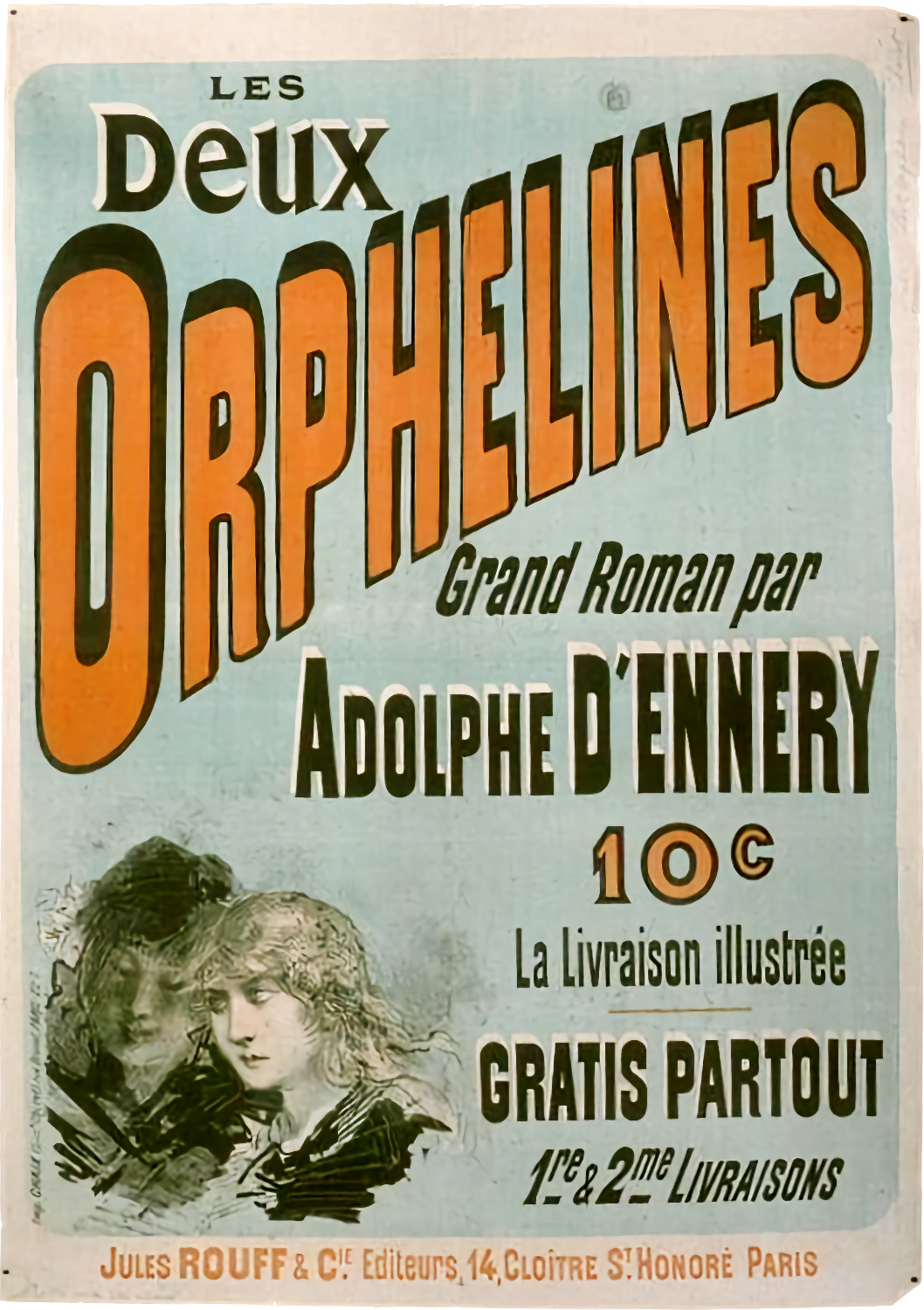
Afisz teatralny (1874)

Dwie sieroty (fr. Les Deux Orphelines) – dramat Adolphe’a d’Ennery i Eugène’a Cormona ogłoszony w 1874 r.

## Treść
Akcja utworu rozgrywa się w okresie rewolucji francuskiej. Dwie osierocone dziewczyny: Ludwika i Henryka przybywają do Paryża w poszukiwaniu zarobku. Henryka zostaje porwana przez libertyna i trafia na jego dwór, zaś niewidoma Ludwika pozostaje na łasce wiedźmy-żebraczki, która zmusza ją do żebrania i odbiera jej wszystkie pozyskane w ten sposób pieniądze. Ludwika nie ustaje w staraniach, by odnaleźć siostrę, co ostatecznie jej się udaje.

## Ekranizacje
- Duel Scene from 'The Two Orphans' (1902)[1]
- The Two Orphans (1907)[2]
- Les Deux Orphelins (1907)[3]
- Les deux orphelines (1909)[4]
- Les deux orphelines (1910, reż. Albert Capellani)[5]
- The Two Orphans (1911, reż. Otis Turner, Francis Boggs)[6]
- The Two Orphans (1915, reż. Herbert Brenon)[7]
- Le due orfanelle (1918, reż. Edoardo Bencivenga)[8]
- Orphans of the Storm (1921, reż. D.W. Griffith)[9]
- It Happened in Paris (1932, reż. M.J. Weisfeldt)[10]
- Les deux orphelines (1933, reż. Maurice Tourneur)[11]
- Le due orfanelle (1942, reż. Carmine Gallone)[12]
- Las dos huérfanas (1944, reż. José Benavides)[13]
- Las dos huerfanitas (1950, reż. Roberto Rodríguez)[14]
- Le due orfanelle (1954, reż. Giacomo Gentilomo)[15]
- Iki yetime (1961, reż. Ülkü Erakalin)[16]
- Les deux orphelines (1965, reż. Riccardo Freda)[17]
- Iki yavrucak (1965, reż. Orhan Aksoy)[18]
- Iki yetime (1969, reż. Ülkü Erakalin)[19]
- Le due orfanelle (1976, reż. Leopoldo Savona)[20]
- Les deux orphelines (1981, reż. Gérard Thomas)[21]
- Ai dyo orfanai (1994, reż. Takis Hrysikakos, Giorgos Filis)[22]